# Siateczka sarkoplazmatyczna

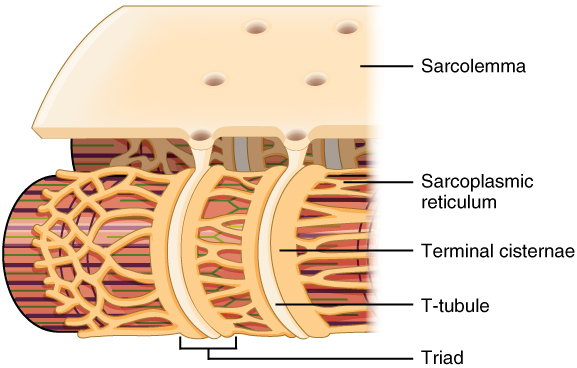
Przekrój przez mięsień szkieletowy, z widocznymi kanalikami T (t-tubules) biegnącymi do wnętrza komórki między dwie cysterny brzeżne (terminal cisternae), od których odchodzą kanaliki siateczki sarkoplazmatycznej

Siateczka sarkoplazmatyczna – retikulum endoplazmatyczne komórek mięśniowych. Gromadzi ono jony wapnia, które są potrzebne do skurczu mięśni.
Siateczka sarkoplazmatyczna stanowi jeden z dwóch rodzajów wewnątrzkomórkowych błon komórki mięśniowej, obok kanalików T. Stanowi w istocie rodzaj siateczki śródplazmatycznej gładkiej lub kalciosomów.
Siateczka sarkoplazmatyczna cechuje się regularną, segmentowaną budową. Pojedynczy segment tworzą kanaliki o podłużnym przebiegu (to między innymi różni siateczkę sarkoplazmatyczną od poprzecznych kanalików T) oplatające miofibrylę. U końca kanaliki te łączą się ze sobą, tworząc cysterny brzeżne – duże, okrągłe, płaskie zbiorniki. Dwie cysterny brzeżne wraz z kanalikiem T pomiędzy nimi budują triadę mięśniową. Gładka siateczka jest rozbudowana w tkance mięśniowej poprzecznie prążkowanej.
Błona odgradzająca siateczkę obejmuje kanały wapniowe (zwłaszcza w okolicach kanalików T) i pompy wapniowe (w obu przypadkach struktury białkowe: ATPazy i białka kanałowe), struktury umożliwiające transport aktywny kationów wapnia przez rzeczoną błonę. Przetransportowane do środka jony Ca2+ gromadzone są w cysternie brzeżnej, gdzie wiąże je kalsekwestryna. Kationy wapniowe osiągają tam znaczne stężenie. Struktury te pełnią funkcję umożliwiającą skurcz mięśnia. Sygnał prowadzący do skurczu przenosi się za pomocą stopki łączącej z kanalika T na sąsiadującą z nim błonę cysterny brzeżnej poprzez obecny w tej błonie receptor rianodynowy, co otwiera kanał wapniowy. W efekcie wzrasta cytoplazmatyczne stężenia kationów wapnia, co inicjuje dalszy przebieg skurczu.